# Bleuniadur
Bleuniadur (Floraison), ensemble des Arts et Traditions Populaires du Léon, est un ballet de pays de musiques et de danses de Bretagne créé à Saint-Pol-de-Léon (Finistère) en 1978. C'est l'esprit de la région du Léon, à l'identité culturelle forte et l'ouverture sur le monde par la mer, qui a fondé Bleuniadur, entre tradition et modernité. 
Représentant officiel de la Bretagne et de la France à l'étranger par la labellisation CIOFF, Bleuniadur est également citoyen d'honneur de la ville de Saint-Pol de Léon depuis 2012, ambassadeur des marques "Bretagne" et "Tout commence en Finistère" depuis 2016, membre de la fédération des cercles celtiques War'l Leur depuis 2018 (devenue Kenleur en 2020).

## Historique

### Centre de recherche et de collectage du répertoire traditionnel
Dans un premier temps il axa sa politique de développement culturel sur le collectage d’airs à danser et de danses du Léon, et la mise au point de spectacles de danse bretonne à partir des éléments recueillis à Saint-Pol-de-Léon, capitale historique du pays du Léon. Un travail artistique mais aussi ethnique (ethnologie de la culture).

### Ensemble International

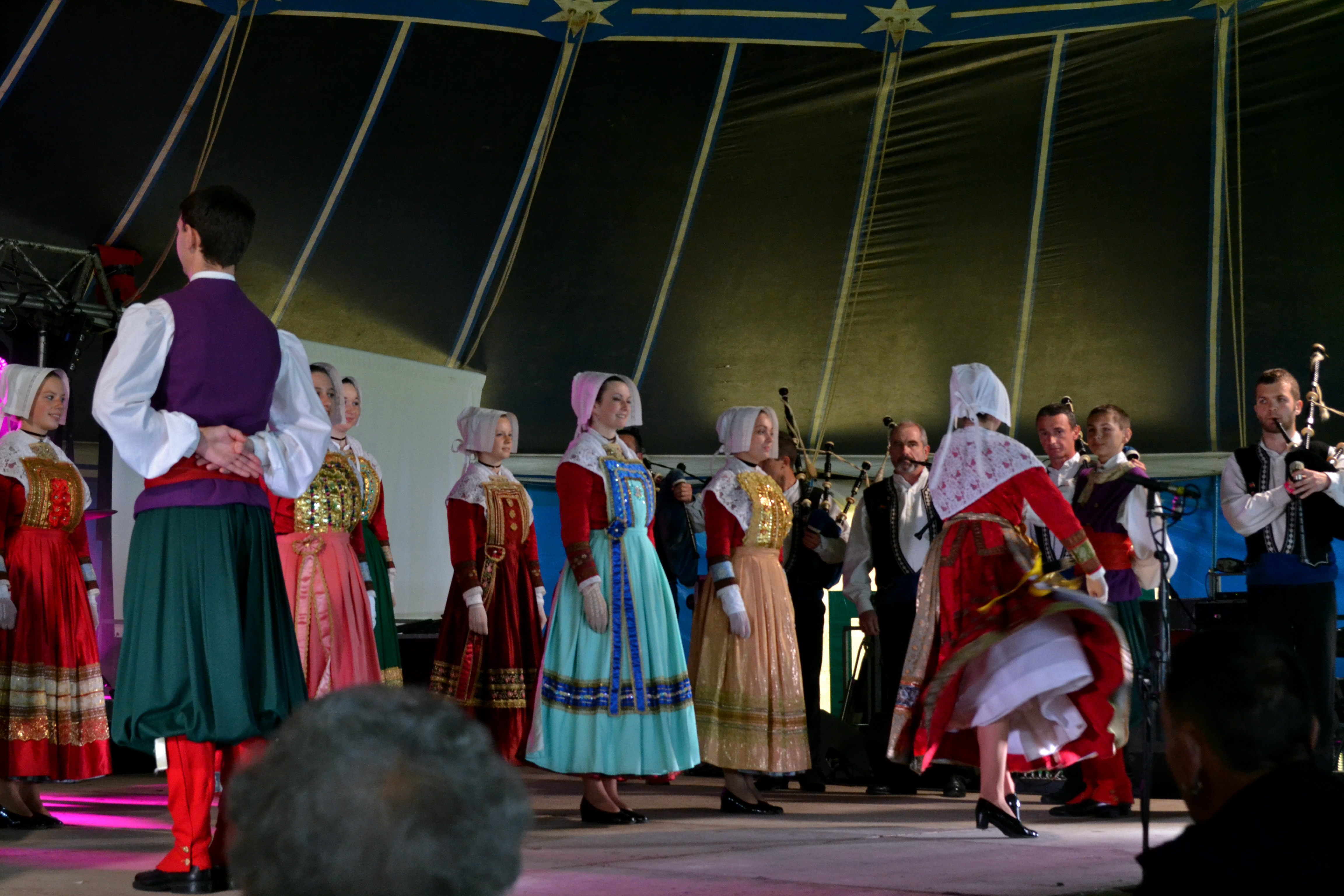
Les danseurs de Bleuniadur et les sonneurs du Bagad Landi.

L’Ensemble s’est progressivement doté de structures et a étendu ses activités vers 1984 (écoles de danse enfant, cours de vulgarisation adulte, formations de moniteurs, formation d’instituteurs, mise en place de stages de chant, de musique, de danse, de costumes et cycles de conférence) qui lui ont permis de fixer sa position de ballet de pays fédérant les communes du Haut-Léon. L'ouverture de Bleuniadur à une carrière internationale en 1996 a marqué un tournant dans sa politique de spectacle. Il est nommé Ensemble Départemental du Finistère en 1997. L’Ensemble a cherché à se rapprocher de l'expression traditionnelle afin de mettre en valeur l'âme bretonne dans son aspect le plus dépouillé et le plus envoûtant. Cette rigueur dans sa démarche a fait apparaître une volonté de créer un groupe Breton de Haut Niveau.
Soutenu par sa municipalité et le Conseil Régional de Bretagne et conseillé par le label CIOFF de Bretagne et de France, lié à l'Unesco, il s’est produit dans les plus grands festivals CIOFF ou IOV, de France (CIOFF- Plozévet, Montoire, Reims, Felletin, Gannat, Dijon, Port sur Saone, Romans, Le Puy en Velay, Amélie les Bains, Montréjeau, Confolens, Argenton, Saint Maixent, Segré, Cugand)  et d’Europe (Allemagne, Angleterre, Suisse, Autriche, Tchécoslovaquie, Belgique, Pays de Galles, République tchèque, Pologne, Roumanie, Italie, Pays Bas, Hongrie). En 2006 est organisée une tournée aux États-Unis, au festival de Folkmoot en Caroline du Nord. Il est élu meilleur groupe français en 23 ans d'existence du festival et confirment leur statut international.
Pour leur spectacle 2010 Deuit gannit (« Venez avec moi »), ils sont accompagnés de Yann-Fañch Kemener et Gwelloc'h entre autres. En 2011, ils créent un nouveau spectacle (Tribulations) avec Tribuil et Gwelloc'h, participent au festival d'Alnwick (Angleterre) et l'Ensemble est nommé citoyen d'honneur de la ville de Saint-Pol-de-Léon. En 2012 ils présentent le spectacle Nag à Drous avec le Bagad Landi. Pour les 35 ans en 2013, la création An amzer dremenet revisite les moments de vie d'une société traditionnelle. En juillet 2016, il présente un nouveau spectacle autour du thème de l'eau, programmé au festival de Drummondville au Canada, l'un des plus grands festivals de folklore au monde.
En 2018, Bleuniadur rejoint la fédération des cercles celtiques War'l Leur, devenue en 2020 la confédération Kenleur.

## Spectacles

### Danses

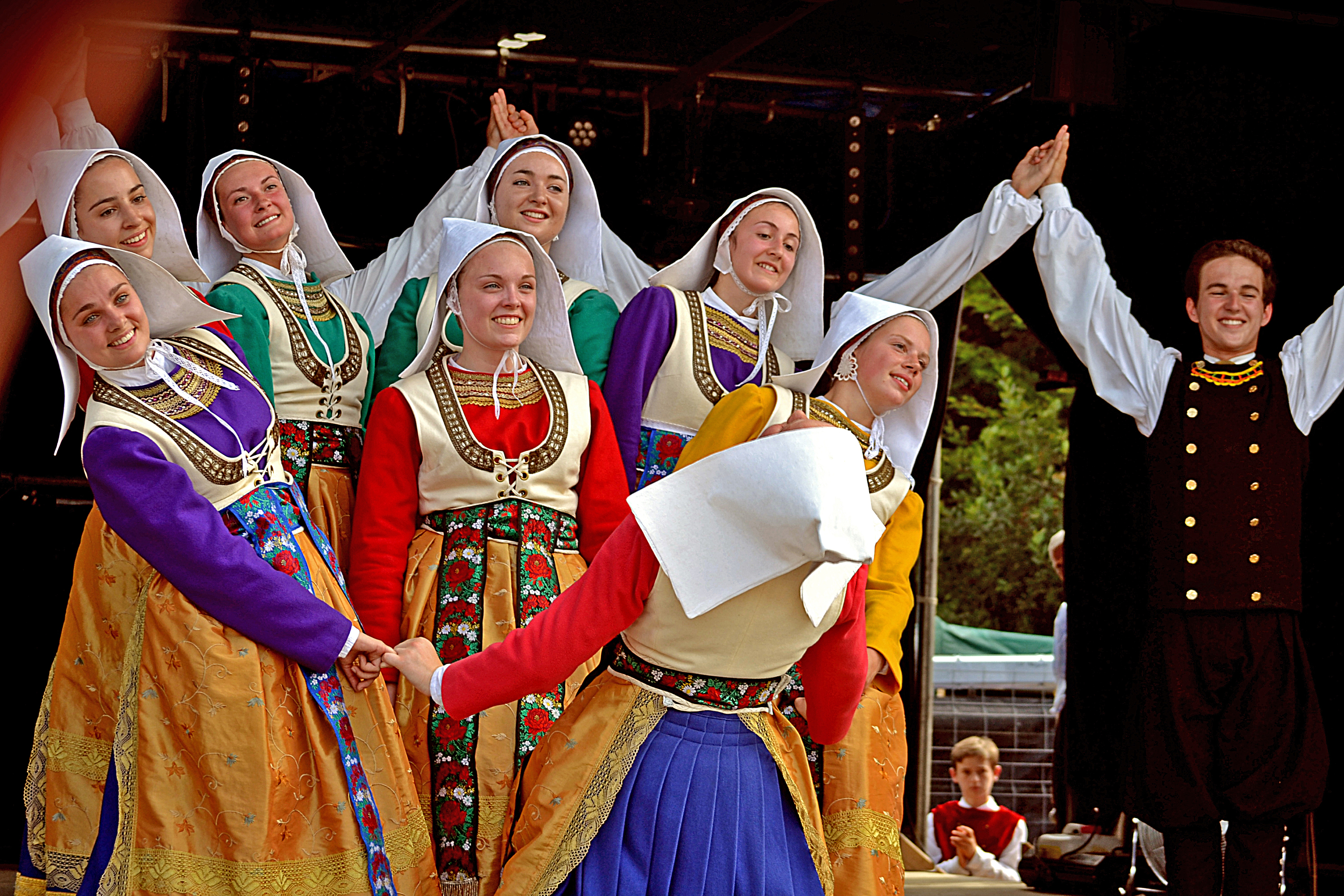
Spectacle Strujuz ! lors du festival Gouel an Eost 2015.

Les danses et les musiques de Bretagne ont de tous temps été l’expression identitaire de la société dans laquelle elles évoluaient. Instant privilégié de l’expression des individus qu’elles soudaient dans un moment heureux, elles accompagnaient toutes les étapes de la vie collective et en organisaient l’ordonnancement. La pratique de la danse et de la musique n’était pas réduite à un simple rôle récréatif, c’était la manifestation de l’ordre social de la société traditionnelle qui exprimait de façon communautaire, le statut de chaque individu.
Les chorégraphes de l’Ensemble ont pour consigne de ne jamais faire passer la forme avant le fond. Aussi les chorégraphies mises en œuvre sont là pour présenter les danses dans leurs divers aspects, en respectant les formes et les appuis, ainsi que l’esprit et le contexte dans lequel elles se sont élaborées et étaient exécutées. Cette rigueur dans la démarche, fait que c’est l’essence même de la danse bretonne qui est présentée.

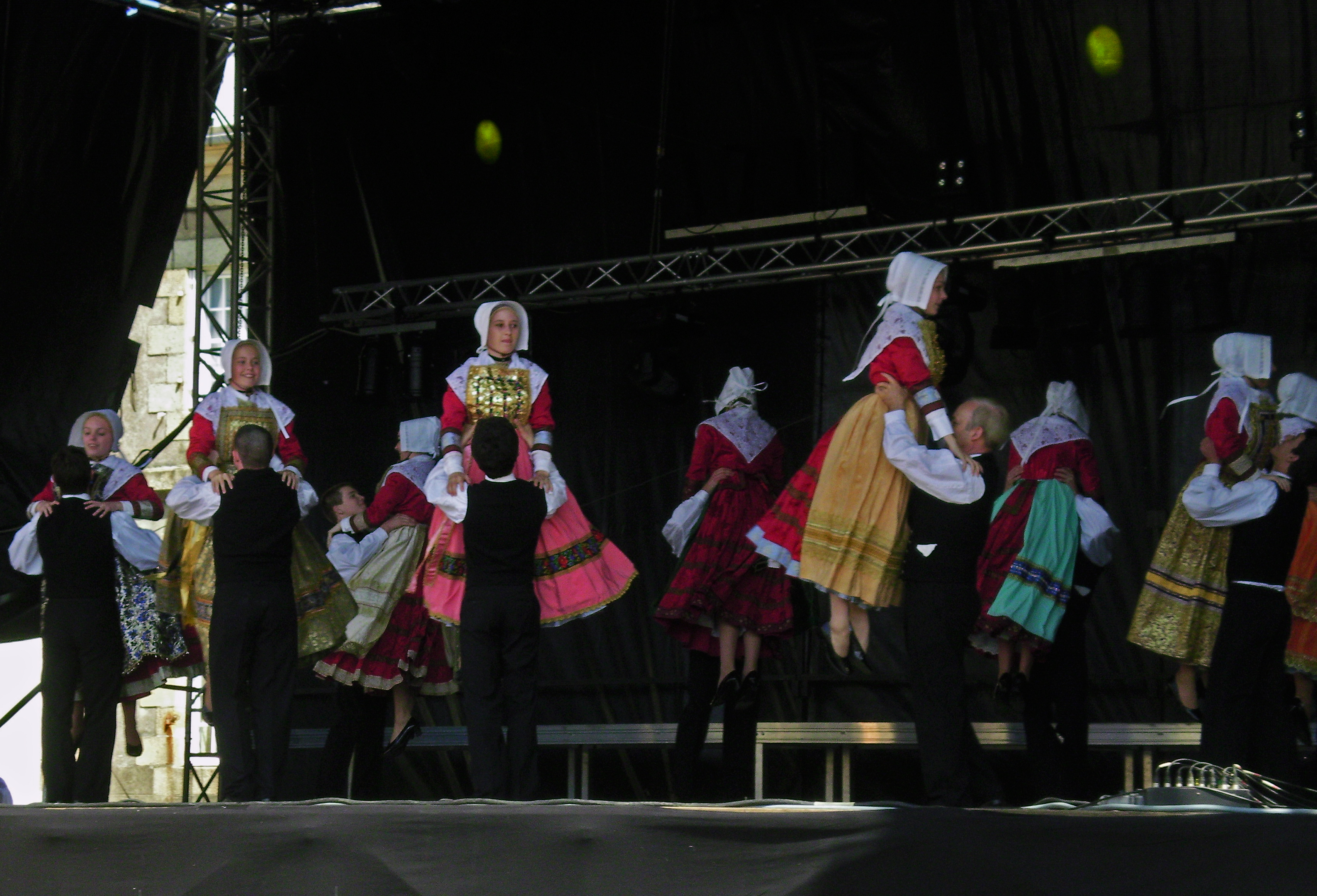
Danse de couples lors du festival Kastell Paol en juillet 2012.

Appartenant au fond ancien européen, les danses de la Basse-Bretagne, tant par leurs formes que par leurs appuis, sont immédiatement identifiables par tous les spectateurs. Les chorégraphes et maîtres de danses du ballet se sont particulièrement attachés à restituer les formes et les appuis les plus anciens et les plus typés de cette richesse culturelle. La forme ronde du schéma de la danse prédominante dans le répertoire de la Basse-Bretagne est très représentative. La ronde est l’expression d’une communauté qui ne peut s’exprimer que si chaque danseur est à sa juste place. L’individu y est à la fois accessoire et essentiel au fonctionnement du chant et de la danse. 
Il propose également des danses issues de la culture de la Bretagne Gallèse, partie orientale de la Bretagne. Le répertoire ainsi présenté permet au public de connaître deux aspects fortement contrastés de la culture bretonne.

### Musiques
Les musiques qui accompagnent les suites de danses, sont harmonisées à la façon des petits ensembles musicaux qui accompagnaient la danse lorsqu’elle se déroulait dans son milieu traditionnel. Les musiciens travaillent leur interprétation, allant toujours aux racines des constituants stylistiques, afin que la restitution gestuelle soit très proche de la pratique du milieu traditionnel initial.

### Costumes

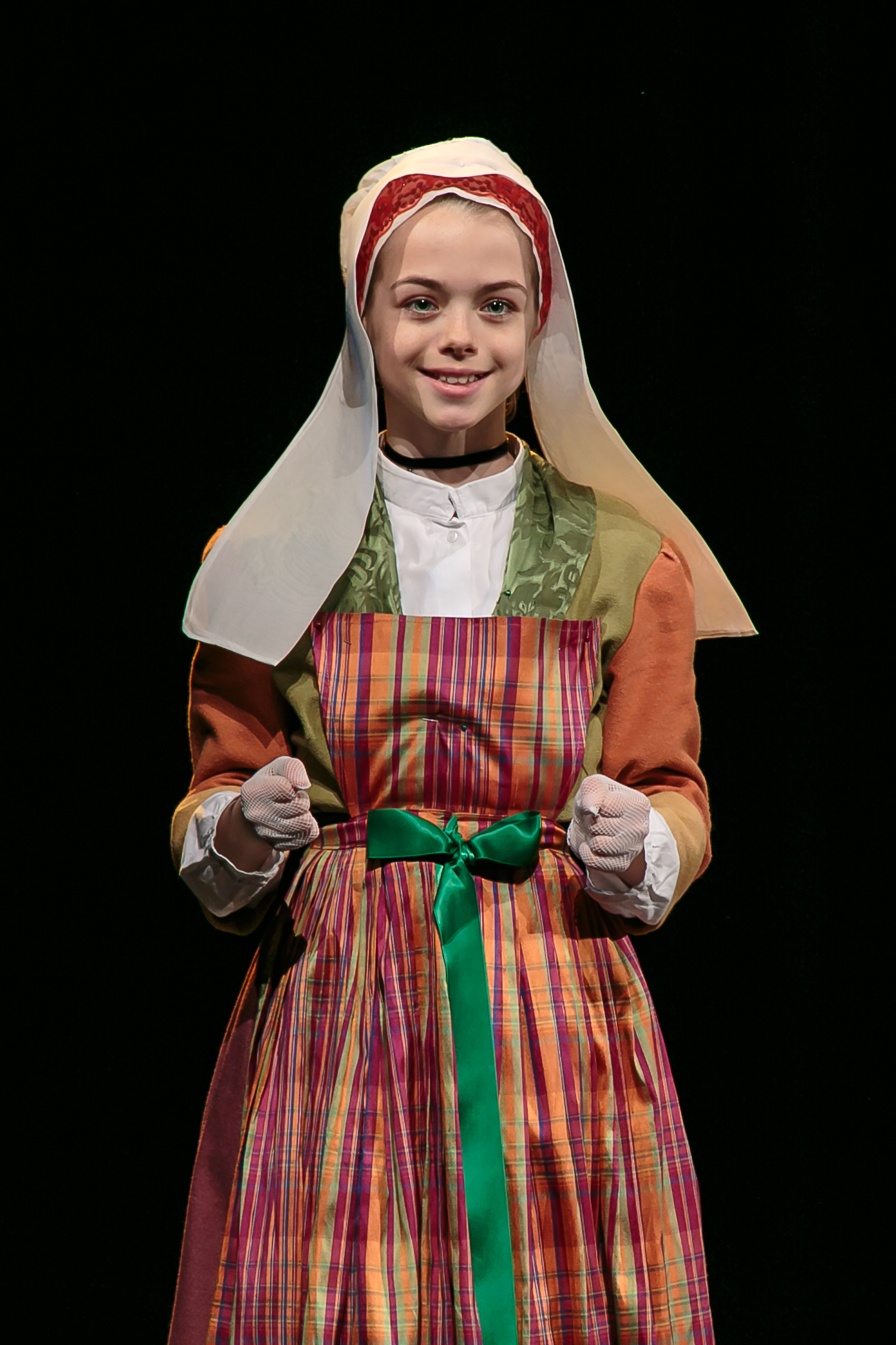
Jeune fille en tenue paysanne du Léon.

Il a toujours porté un soin particulier à ses costumes. Pièces authentiques ou reconstitutions, il possède l’un des vestiaires les plus importants de Bretagne (2.500 pièces).
L’ensemble présente l’évolution des six modes vestimentaires de Saint-Pol-de-Léon, sur une période de près de 150 ans. Ces modes sont les modes Chicolodenn, Taoledenn, Jenoss, Pagane, République et celles plus restreintes des populations des pêcheurs des côtes du Léon. Ces modes se déclinent en costumes de travail, de fête, de petit dimanche, de cérémonie et de pardon. Bleuniadur présente également des modes vestimentaires de la Baie du Kernic, modes vestimentaires colorées et hybrides du Léon et du Pays Pagan. Elles sont appelées modes Damas du nom du tissu vivement coloré qui en constitue le fond. 

Outre l’ensemble de ces modes léonardes, Bleuniadur présente des modes de la montagne Cornouaillaise, qui furent portées sur le territoire du Léon en limite de la Cornouaille peu avant la guerre de 1914. Il présente la mode d’un tout petit terroir de la Cornouaille, la mode de Gouezec et de Saint-Thois, mode influencée par le pays Dardoup, le pays Glazick et les modes de Châteaulin, auquel s’est s’ajouter en 2003, le costume de La Feuillée-Brennilis de 1832.

## Palmarès
- 1994 : Champion de Bretagne, 2e Catégorie
- 1995 : 1er Prix danse traditionnelle au festival international Châteauneuf-du-Faou
- 1995 : 1er prix danse traditionnelle au festival international de Concarneau
- 1995 : 1er Prix de danse Plinn Spézet
- 1996 : vice-champion de Bretagne, 1re Catégorie
- 1996 : 1er Prix championnat de dérobée de Guingamp
- 1997 : Champion de Plinn Individuel
- 1999 : Meilleur ensemble du festival international de Brno
- 2000 : Meilleur ensemble de Bretagne, toutes fédérations confondues, Trophée Bagadans du Festival des Vieilles Charrues Carhaix
- 2000 : Prix du groupe le plus discipliné, prix de la ponctualité et de l’organisation, prix de la présentation la plus professionnelle du festival au Festival de Kolobreg
- 2000 : Prix de la Musique, de la danse, des costumes, du haut niveau artistique, de la chorégraphie la plus élaborée et la plus adaptée à la forme originelle de la danse au Festival de Strzegom
- 2001 : Médaille d’or de la Fédération française de danse (Champion de France F.F.D.) catégorie Duo, à Montluçon.
- 2002 : Médaille d’argent du championnat de France de danse de la FFD, catégorie adolescents (Strollad Bleuniadur Gwenn)
- 2003 : Lauréat du concours de chants traditionnels de Noël du Parc naturel régional d'Armorique (Bretagne)
- 2003 : Médaille d’argent de la Fédération Française de Danse (Vice-Champion de France F.F.D.)
- 2003 : Médaille d’Or en Musique, Hache d’Or (prix des médias) en Spectacle, Médaille de Bronze en Danse (catégorie "groupe stylisé"), Médaille de Bronze en Chant au Festival de Zakopane
- 2004 : Médaille de bronze au Championnat de France F.F.D. catégorie solo
- 2005 : Médaille de Bronze aux championnats de France FFD, catégorie adolescents
- 2006 : Labellisation du CIOFF, représentant officiel de la France à l'étranger (catégorie "groupes stylisés")
- 2007 : Médaille d'or au championnat de France de danse, catégorie adolescents
- 2007 : Grand prix du festival international de Port-sur-Saône
- 2007 : 2e au Festival interceltique de Lorient
- 2008 : Médaille d'or au championnat de France FFD
- 2009 : Hermine d'or du Comité régional olympique et sportif des Pays de la Loire
- 2009 : Médaille d'or avec mention aux Rencontres chorégraphiques nationales à Montluçon, catégorie Trio
- 2010 : Labellisation CIOFF de l'ensemble enfants de Bleuniadur
- 2011 : Médaille de bronze du groupe enfants au championnat de France à Montluçon
- 2012 : Participation de chorégraphes et danseurs au Groupe France pour les Folkloriades CIOFF de Anseong (Corée)
- 2012 : Nommé Citoyen d'Honneur de Saint Pol de Léon
- 2014 : Médaille d'argent au Championnat de France FFD, catégorie jeunes adultes
- 2014 : Prix de la Création Kendalc'h au concours Faltaziañ avec la section ARCL
- 2015 : Renouvellement de la Labellisation CIOFF dans les 3 catégories Ethnique, Élaboré et Stylisé
- 2016 : Médaille d'argent au Championnat de France FFD, catégorie duo
- 2016 : Médaille d'argent au Championnat de France FFD, catégorie Inter génération
- 2016 : Prix de la Création Kendalc'h au concours Faltaziañ
- 2016 : Trophée des Champions de la décennie de la Création Kendalc'h au concours Faltaziañ avec la section ARCL
- 2016 : Trophée de la ville de Saint-Pol-de-Léon
- 2017 : Médaille d'argent et trophée de la ville de Montluçon au Championnat de France FFD catégorie Inter génération
- 2017 : Coup de cœur du Mondial des Cultures de Drummondville (Canada)
- 2018 : Médaille d'or au Championnat de France FFD, catégorie jeunes adultes

## Discographie (DVD)
- 2006 : Ololé (onomatopée utilisée par les bergers)[4]
- 2007 : Lusk ha lamm (Energie et saut), création du bagad et du cercle de Plougastell[5]
- 2008 : Kala Maé (Les calendes de mai)[6]
- 2019 : Racine[s][7]